# Юрченко Євгенія Валеріївна

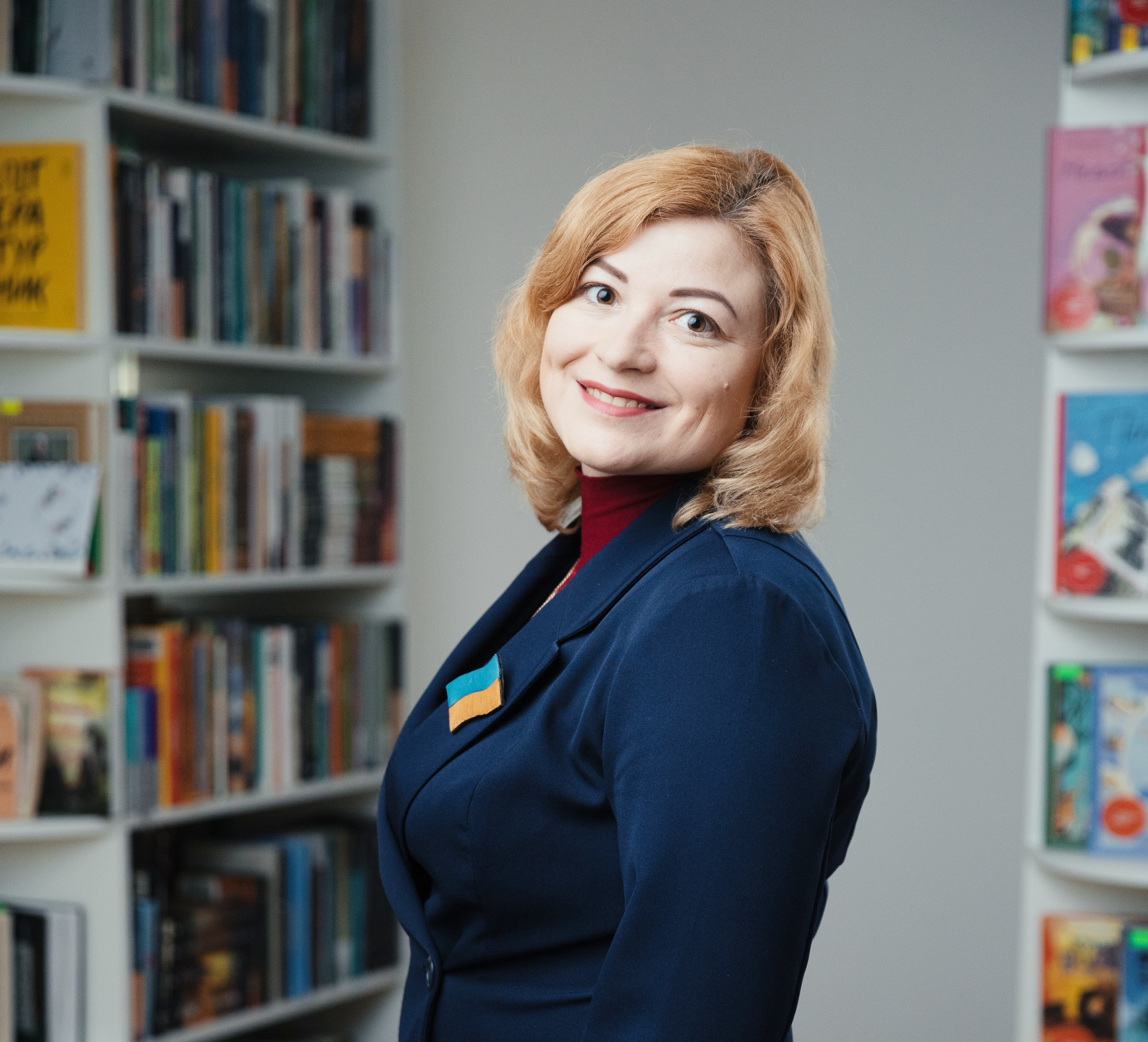

Євгенія Валеріївна Юрченко (нар.24 серпня 1987 в місті Житомирі   — українська письменниця, пише вірші та прозу.
Членкиня Національної спілки письменників України, Національної спілки журналістів України та Всеукраїнського товариства «Просвіта» імені Тараса Шевченка.

## Життєпис
Народилася у сім'ї педагогів. Після закінчення Головинської гімназії (1994—2005) навчалася у Житомирському Інституті медсестринства (зараз Житомирський медичний інститут), який закінчила у 2008 році. До 2014 року працювала медиком.
З 2009 по 2014 рік навчалася у Житомирському державному університеті імені Івана Франка за фахом вчитель біології та екології, практичний психолог. Восени 2014 року розпочала свою педагогічну діяльність в Головинській гімназії (нині — Головинський ліцей). З 2014 по 2018 рік працювала вихователем групи продовженого дня. З 2018 по 2021 рік — практичний психолог.
У 2018 — 2019 навчалася в магістратурі факультету філології й журналістики Вінницького державного педагогічного університету імені Михайла Коцюбинського за фахом вчитель української мови та літератури.
З 2022-го — завідувачка відділом мистецтва Житомирської обласної бібліотеки для юнацтва, після реорганізації цього закладу — головний бібліотекар сектору естетичного виховання юнацтва відділу соціокультурної діяльності Житомирської обласної бібліотеки для дітей та юнацтва. Організатор і модератор багатьох літературно-мистецьких заходів.

## Творчість
Євгенія Юрченко пише вірші, прозу, рецензії на прочитані книги. Її твори публікують у вітчизняних антологіях та альманахах, на сторінках періодики. Учасниця і лавреатка багатьох літературних конкурсів, фестивалів, літературно-мистецьких свят.
У 2018 році побачила світ перша збірка поезій Євгенії Юрченко «Віддзеркалення». Згодом вийшли друком ще дві книги поезій «Аритмія мовчання» (2019), «Візії дощу» (2020) та прозова книжка «Теперішні» (2019). «Буриме на двох» (2020) — спільна  поетична збірка із письменником Валерієм Хмелівським.
У 2022 році з'явилася ще одна книга Євгенії Юрченко — збірка поезій «Артерія сонця».
КНИГИ
- Юрченко Є. В. Віддзеркалення: поезія / Євгенія Юрченко. — Житомир: О. О. Євенок, 2018. — 99, [5] с. : іл. — ISBN 978-617-7703-29-6.
- Юрченко Є. В Аритмія мовчання: [поезії] / Євгенія Юрченко ; [іл. В. Матієнко ; фото авт. А. Юрченко]. — Житомир: О. О. Євенок, 2019. — 76, [4] с. : іл., фот. — ISBN 978-617-7752-25-6.
- Юрченко Є. В. Візії дощу: [поезії] / Євгенія Юрченко. — Житомир: О. О. Євенок, 2020. — 108, [4] с. : портр. — ISBN 978-966-995-150-2.
- Юрченко Є. В. Теперішні: [проза] / Євгенія Юрченко ; [іл. Валентини Матієнко]. — Житомир: О. О. Євенок, 2019. — 62, [2] с. : іл. — ISBN 978-617-7752-88-1.
- Юрченко Євгенія: Артерія сонця / Є. Юрченко. — Київ, Друкарський двір Олега Федорова, 2022. — 144 с — ISBN 978-617-8082-04-8
- Хмелівський В. Й. Буриме на двох: поезії / В. Й. Хмелівський, Є. В. Юрченко. — Житомир: Рута, 2020 — 84 с. — ISBN 978-617-581-403-1.

Публікації у літературно-мистецьких збірниках, альманахах, періодиці
«Літературний Ліхтар» – збірка творів про Івано-Франківськ, Івано-Франківськ: ВГЦ Просвіта 2017р. 
«Думки романтика». Літературний альманах – Хмельницький, видавець ФОП Стасюк Л.С. 2018р.
«Шодуарівська альтанка 2018р», альманах – Житомир, Вид. О.О. Євенок (2018р). Шодуарівська альтанка 2019р», альманах – Житомир, Вид. О.О. Євенок (2019р).
Житомир TEN: Поетичний альманах – Житомир, Вид. О.О. Євенок (2018р).
«Обпалені крила. Поезія сучасної України» – антологія сучасної поезії українських авторів, Київ, видавництво Олега Федорова, 2018р.
«У пошуку альтернативи. Поезія сучасної України» – Київ, видавництво Олега Федорова, 2020 р.
Журнал «Світло спілкування» № 26 (2019), № 29 (2020).
Всеукраїнська літературно-художня газета «Гарний настрій» № 4(105) 2019. 
Газета «Життя. Історії» № 30 (447) 2019.
Журнал «Вінницький край» № 1-2 (62-63) / 2020.
Журнал «Золота пектораль» 2019, № 2-4 (50-52) 2020, № 3-4 (57-58) 2022. 
Літературно-мистецький альманах Коростенщини «Просто на Покрову», № 17, 2023.
- Юрченко Є. Бажаєте приміряти взуття?… : [вірш] /Євгенія Юрченко // Житомир TEN: поет. альм. — Житомир: О. О. Євенок, 2018. — С. 21.
- Юрченко Є. В Зустріч ; Ягідки / Євгенія Юрченко // Світло спілкування. — 2021. — N 29. — С. 104—105 : портр. — (Літературна сторінка.)
- Юрченко Є. Зустріч: [оповідання] / Євгенія Юрченко // Шодуарівська альтанка 2018 : альманах / під. ред. В. Жалюк, Л. Паламарчук. — Житомир: Євенок О. О., 2018. — С. 84-85.
- Юрченко Є. Медитація закоханого серця: [добірка прозових творів] / Євгенія Юрченко // Світло спілкування. — 2022. — № 30. — С. 98-99. : фот. — (Літературна сторінка).

- Юрченко Є. Розмова: [оповідання] / Євгенія Юрченко // Життя. Історії: газета для всієї родини. — 2029. — № 30. — С. 5.
- Юрченко Є. У сльозах немає притулку… : [добірка віршів] / Євгенія Юрченко // Світло спілкування. — 2019. — № 26. — С. 60-61. : фот. — (Літературна сторінка).
- Юрченко Є. «У твоєму сквері…» / Євгенія Юрченко // Золота Пектораль. — 2020. — № 2-4. — С. 26-27.
- Юрченко Є. [Добірка віршів] / Євгенія Юрченко // Нове життя: громад.-політ. газета Черняхів. р-ну Житомир. обл. — 2019. — 9 серп. (№ 32). — С. 5. — (Література рідного краю)Рецензії

Рецензії, статті:
1.Буквоїд.«У світі дванадцяти див» — рецензія на книгу «Дванадцять казок» Віктора Васильчука за посиланням:
http://bukvoid.com.ua/reviews/books/2021/08/08/075921.html
2. Золота Пектораль «Кольоровий ажур» — рецензія на книгу віршів для дітей Світлани Штатської «Ажуровий хоровод». 2022
http://zolotapektoral.te.ua/кольоровий-ажур
3.Буквоїд «Візії поета і пілігрима» — рецензія на книгу Ігоря Павлюка«Вакуум»(2022).
http://bukvoid.com.ua/reviews/books/2022/09/16/104844.html
4.Буквоїд «Відтінки кольору вічності» — рецензія на книгу Наталії Гурницької «Багряний колір вічності» (2022).
http://bukvoid.com.ua/reviews/books/2022/10/15/190630.html
5.Золота Пектораль «Слово, яке долає відстані» ─ рецензія на книгу Лани Нікітенко «Відстані» (2022)
https://zolotapektoral.te.ua/слово-яке-долає-відстані/
6. Юрченко Є. Нотатки читачки / Євгенія Юрченко // Світло спілкування. — 2022. — № 30. — С.143. 
7. Євгенія Юрченко. Любов не проминає. Диптих //  Газета «Життя. Історії», №2 (577), 19 січня 2022 року.
8. Євгенія Юрченко. Небокраї Юрія Нагулка // Газета «20 хвилин» (Житомир), 05 червня 2023 року.
https://zt.20minut.ua/kul-tura/nebokrayi-yuriya-nagulka-11813469.html
9. Євгенія Юрченко. У краєзнавчому музеї відбувся літературно-музичний вечір пам'яті українського поета та громадського діяча Анатолія Журавського // Газета «20 хвилин» (Житомир), 05 квітня 2023 року
https://zt.20minut.ua/kul-tura/u-kraeznavchomu-muzeyi-vidbuvsya-literaturno-muzichniy-vechir-pamyati--11783725.html
10. Євгенія Юрченко. У Житомирі відбулася презентація Антології воєнної лірики «Весна озброєна» // Українська літературна газета, 22 вересня 2022 року.
https://litgazeta.com.ua/news/u-zhytomyri-vidbulas-prezentatsiia-antolohii-voiennoi-liryky-vesna-ozbroiena/
11. Євгенія Юрченко. Небокраї Юрія Нагулка // Газета «Голос України» 09 липня 2023 року.
http://www.golos.com.ua/article/372081
Публікації на електронних ресурсах:
1. Літературна Україна. Публікація добірки поезій «Візії дощу» за посиланням:
https://litukraina.com.ua/2020/08/20/ievgenija-jurchenko-vizii-doshhu
2. Кримська світлиця. Публікація добірки поезій. 2021. За посиланням: http://svitlytsia.crimea.ua/index.php?section=article&artID=23639
3. Золота Пектораль «Повітря». Оповідання. 2021
https://zolotapektoral.te.ua/повітря/
4.Золота Пектораль «Кольоровий ажур» — рецензія на книгу віршів для дітей Світлани Штатської «Ажуровий хоровод». 2022
http://zolotapektoral.te.ua/кольоровий-ажур
5.Золота Пектораль. Публікація добірки поезії про війну. 2022
http://zolotapektoral.te.ua/євгенія-юрченко-від-війни-не-можна-сх
6.Українська літературна газета. Публікація добірки поезій. «По той бік війни світить сонце...». 2022 
https://litgazeta.com.ua/poetry/ievheniia-iurchenko-po-toj-bik-vijny-svityt-sontse-i-hraiutsia-dity
Відгуки, рецензії критика:
- Дмитренко М. Трикнижжя Євгенії Юрченко. Аритмія живої тиші / М. Дмитренко // Літературна Україна — 2021. — 25 груд (№ 25-26). — С. 19. — Рец. на кн.: Юрченко Є. В Аритмія мовчання: [поезії] / Євгенія Юрченко ; [іл. В. Матієнко ; фото авт. А. Юрченко]. — Житомир: О. О. Євенок, 2019. — 76, [4] с. : іл., фот.
- Дмитренко М. Трикнижжя Євгенії Юрченко. Задощило не тому, що осінь / М. Дмитренко // Літературна Україна — 2021. — 25 груд (№ 25-26). — С. 19. — Рец. на кн.: Юрченко Є. В. Візії дощу: [поезії] / Євгенія Юрченко. — Житомир: О. О. Євенок, 2020. — 108, [4] с. : портр.
- Дмитренко М. Трикнижжя Євгенії Юрченко. Теперішні для прийдешніх / М. Дмитренко // Літературна Україна — 2021. — 25 груд (№ 25-26). — С. 19. — Рец. на кн.: Юрченко Є. В. Теперішні: [проза] / Євгенія Юрченко ; [іл. Валентини Матієнко]. — Житомир: О. О. Євенок, 2019. — 62, [2] с. : іл.
- Ковшевна Н. Філософія мовчання від поетеси Євгенії Юрченко / Наталя Ковшевна // Нове життя: громад.-політ. газета Черняхів. р-ну Житомир. обл. — 2019. — 9 серп. (№ 32). — С. 5. — (Література рідного краю).
- Крупка В. Втеча у «Буріме на двох»: післямова / Віктор Крупка // Хмелівський В. Й. Буриме на двох: поезії / В. Й. Хмелівський, Є. В. Юрченко. — Житомир: Рута, 2020 — С. 75-78.
- Осаволюк Є. В. Складні елементарні конструкції в поетичній творчості Євгенії Юрченко / Є. В. Осаволюк // Мовні виміри світу: матеріали Міжнарод. наук.-практ. студент.-учнів. конф. (21 квіт. 2021 р., м. Житомир). — Житомир: ЖДУ ім. І. Франка, 2021. — С. 74-75.
- Соболевська С. Гармонія слова: [про творчість Євгенії Юрченко] /Світлана Соболевська // Житомирщина. — 2019. — 5-8 жовт. (№ 75). — С. 7. — (Сучасниця).
- Фарина І. Інтимність — вимога почуттів // Фарина І. Наближення: вибрані рецензії останніх років / Ігор Фарина. — Житомир: О. О. Євенок, 2020. — С. 51-55. — Рец. На кн.: Юрченко Є. Аритмія мовчання: поезії / Євгенія Юрченко. — Житомир: О. О. Євенок, 2019. — – 76, [4] с. : іл., фот.
- Фарина І. «Прочитане». Плавання у прозоморі / Ігор Фарина // Світло спілкування. — 2020. — № 28. — С. 128—129. — Рец. на кн.: Юрченко Є. В. Теперішні: [проза] / Євгенія Юрченко ; [іл. Валентини Матієнко]. — Житомир: О. О. Євенок, 2019. — 62, [2] с. : іл.
- Цимбалюк Г. Точна адреса дивовиж / Григорій Цимбалюк // Світло спілкування. — 2019. — № 27. — С. 114. — Рец. на кн.: Юрченко Є. Аритмія мовчання: поезії / Євгенія Юрченко. — Житомир: О. О. Євенок, 2019. — 76, [4] с. : іл., фот.

## Відзнаки
- Дипломант IV Всеукраїнського літературного конкурсу імені Леся Мартовича в номінації «Поезія» (м. Жовква, 2018).[3]
- Дипломант Всеукраїнського літературного фестивалю «Шодуарівська альтанка» (м. Житомир, 2018).[4]
- Дипломант Всеукраїнського літературно-мистецького свята «Просто на Покрову» (м.Коростень, 2018).[4]
- Переможниця відкритого обласного літературного конкурсу «Житомир TEN» (2018).[4]
- Лауреат I-го літературно-мистецького конкурсу імені Всеволода Нестайка в номінації «Поезія (Книжки)» (м. Бердичів, 2019).[4]
- Лауреат Всеукраїнської літературної премії імені Василя Юхимовича за книгу «Аритмія мовчання» (2019).[5]
- Переможниця щорічного обласного конкурсу «Краща книга року» на Житомирщині в номінації «Поезія». (2021).[6]
- Лауреат Всеукраїнської літературної премії імені Василя Скуратівського. (2022)
- Лауреат Міжнародної літературно-мистецької премії імені Пантелеймона Куліша (2023)